# Aimophila ruficeps
Aimophila ruficeps là một loài chim trong họ Emberizidae.
Loài này chủ yếu được tìm thấy trên khắp Đông Nam Hoa Kỳ và nhiều khu vực nội địa của Mexico, phía nam dãy núi ngang, và tới bờ biển Thái Bình Dương ở phía tây nam của dãy ngang. Phạm vi phân bố của loài chim này là chắp vá, với các quần thể thường xuyên bị cô lập với nhau. Mười hai phân loài thường được công nhận, mặc dù lên đến mười tám phân loài đã được đề xuất. Loài này có lưng màu nâu với những vệt sẫm màu hơn và phần dưới bụng màu xám. Chóp đầu là màu đỏ nâu, và khuôn mặt và vệt màu xám với một vệt màu nâu hoặc màu đỏ nâu kéo dài từ mỗi mắt và một màu đen sọc hai bên mà dày.
Chúng ăn chủ yếu là hạt vào mùa đông và côn trùng vào mùa xuân và mùa hè. Loài chim này thường chiếm lãnh thổ, với những con chim trống bảo vệ lãnh thổ của chúng thông qua tiếng hót và biểu hiện bên ngoài. Loài chim này bay một cách vụng về, thường liệng dọc theo mặt đất để di chuyển. Chúng là loài một vợ một chồng và sinh sản vào mùa xuân. Hai đến năm quả trứng trong mỗi tổ có hình chiếc bát. Chim sẻ trưởng thành bị săn bắt bởi mèo nhà và chim ăn thịt nhỏ, trong khi chim non có thể bị một loạt các động vật có vú và các loài bò sát săn bắt.

## Hình ảnh

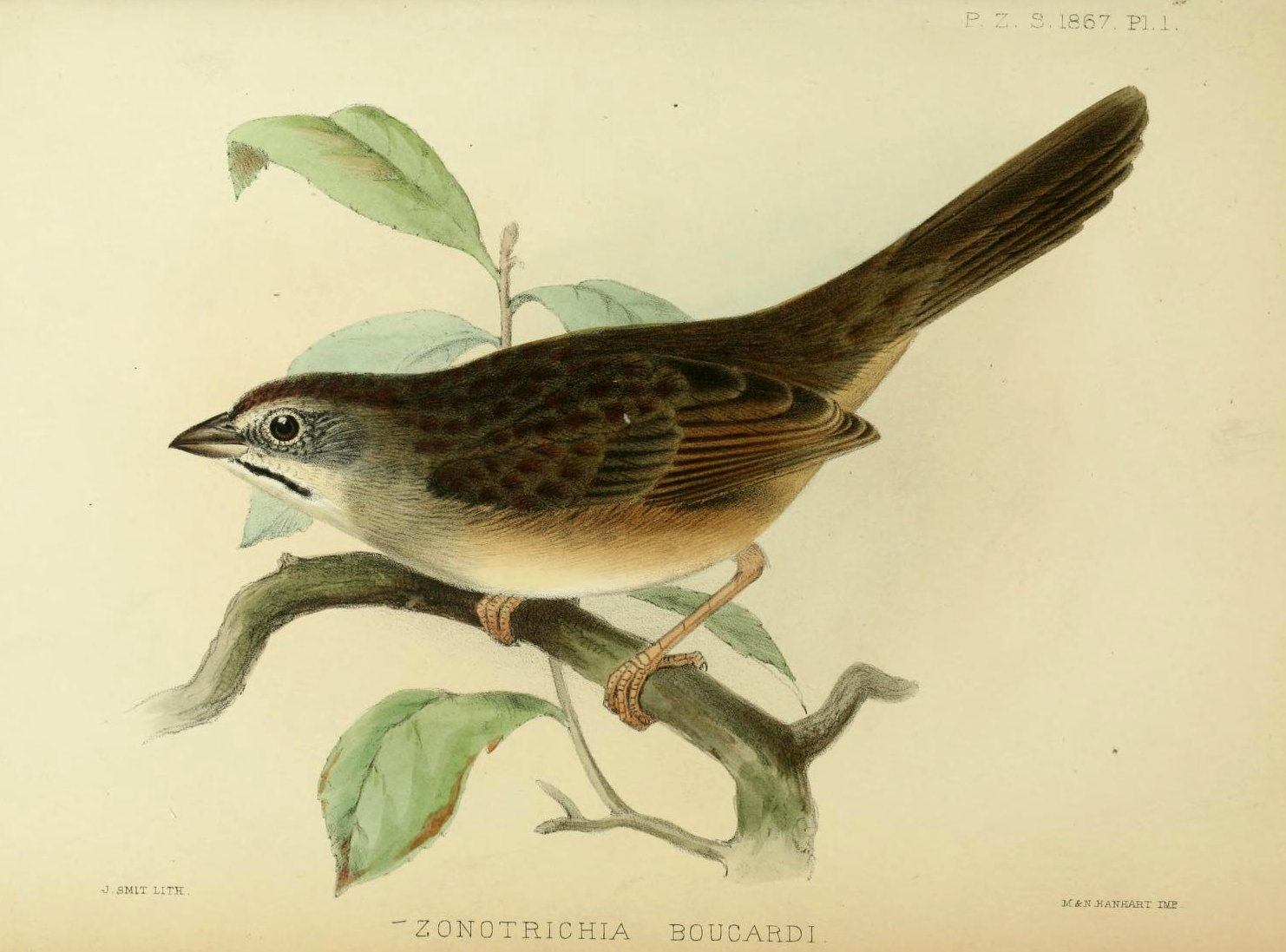
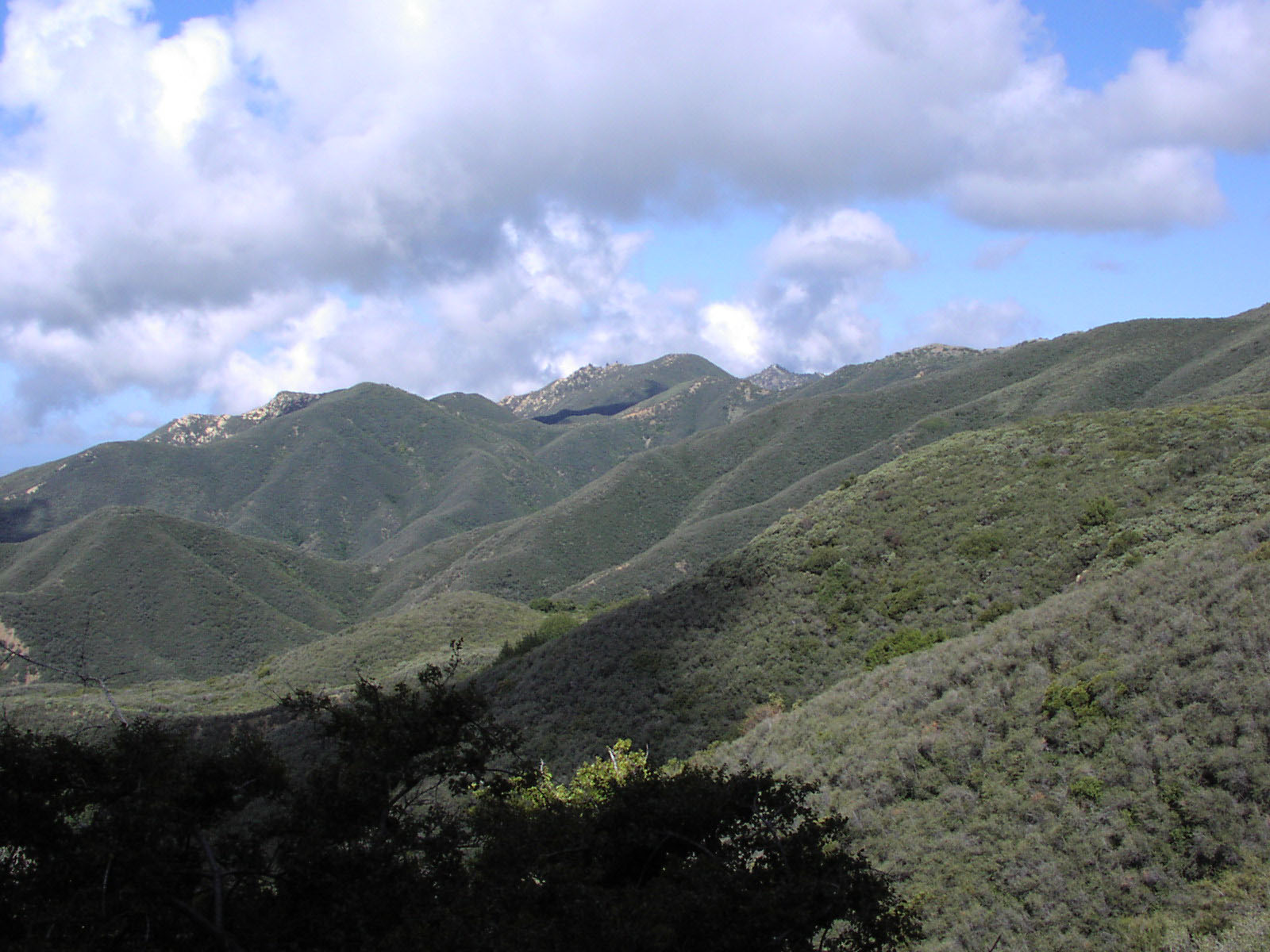
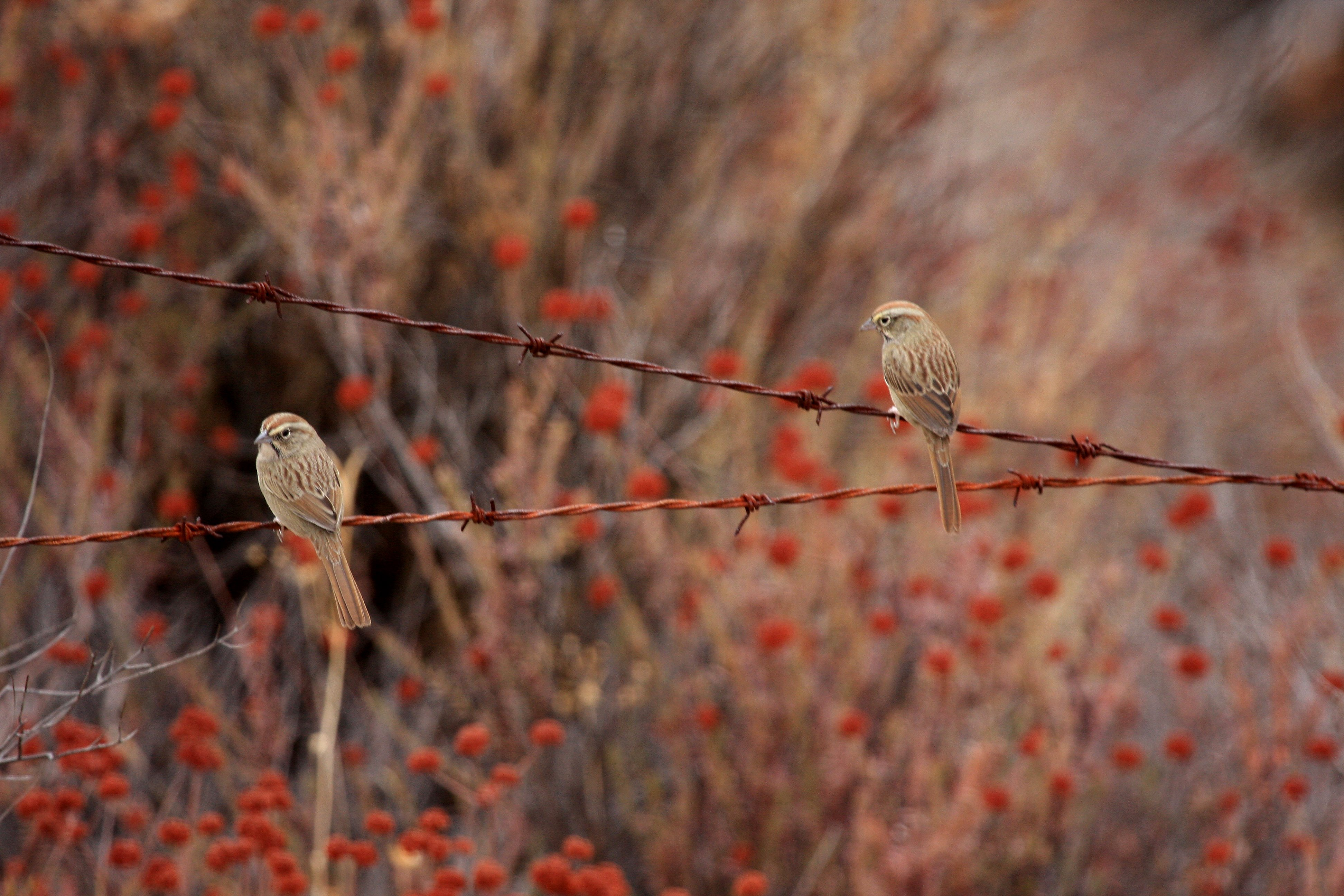

## Phân loài
- A. r. eremoeca
- A. r. rupicola
- A. r. ruficeps
- A. r. obscura
- A. r. canescens
- A. r. sanctorum
- A. r. sororia
- A. r. australis
- A. r. boucardi
- A. r. duponti
- A. r. extima
- A. r. fusca
- A. r. laybournae
- A. r. pallidissima
- A. r. phillipsi
- A. r. scottii
- A. r. simulans
- A. r. suttoni